# Linia kolejowa nr 740
Linia kolejowa 740 – pierwszorzędna, jednotorowa, zelektryfikowana linia kolejowa znaczenia państwowego łącząca stację Ponętów z posterunkiem odgałęźnym Zamków.
Linia została w całości ujęta w kompleksowej i bazowej towarowej sieci transportowej TEN-T.